# Magyar Rádió
Magyar Rádió, també coneguda per les seves sigles MR i internacionalment com a Radio Budapest, és l'empresa pública de radiodifusió a Hongria. La primera emissió va tenir lloc l'1 de desembre de 1925 en la seva seu de Budapest. Magyar Rádió és membre de la Unió Europea de Radiodifusió.
MR és gestionada i finançada principalment pel Fons de Suport i Gestió d'Actius (Médiaszolgáltatás-támogató és Vagyonkezelő Alap). Aquesta agència governamental, creada el 2011, també gestiona les emissores de servei públic Magyar Televízió i Duna Televízió així com l'agència de notícies hongaresa Magyar Távirati Iroda.
L'1 de juliol de 2015, Magyar Rádió i les altres tres organitzacions de mitjans públics gestionats per la MTVA es van fusionar en una única organització anomenada Duna Médiaszolgáltató. Aquesta organització és la successora legal de Magyar Rádió i és membre actiu de la Unió Europea de Radiodifusió.

## Xarxes domèstiques
Amb seu a Budapest i nombroses oficines regionals arreu del país, MR té la responsabilitat del servei de difusió pública a tota la República hongaresa. A més de mantenir nou estudis regionals, la corporació produeix tres canals de ràdio en hongares (Kossuth, Petőfi, i Bartók) que cobreixen tota la gamma de prestacions de servei públic de ràdio i un quart canal (MR4) dirigit a les minories lingüístiques del país.

### Kossuth Rádió
Rep el nom per Lajos Kossuth,i el canal és l'estació de ràdio oficial d'Hongria. És el canal insígnia de la ràdio hongaresa. Creada el 1925, l'emissora compta amb més de 3 milions d'oients al dia. Emet principalment notícies, incloses entrevistes, debats, reportatges i altres programes basats en discursos.

### Petőfi Rádió
Rep el nom del poeta Sándor Petőfi, l'emissora s'adreça a la generació més jove i emet música pop.

### Bartók Rádió
Rep el nom del the compositor Béla Bartók, es tracta d'una emissora dedicada a la música clàssica. Acull programes de discussió d'alta cultura a més de música d'orquestra i òpera.

### Nemzetiségi Adások
Aquest canal de ràdio emet programes en idiomes de les minories nacionals d'Hongria.

### Parlamenti Adások
Retransmissions parlamentàries.

### Dankó Rádió
Rep el nom de Pista Dankó, aquesta emissora emet contingut regional per tota Hongria, interpreta música folk i emet espectacles d'òpera. Està disponible tot el dia a Internet i FM. També emet per ona mitjana els dies laborables de 4:30 a 21:05 i els caps de setmana de 5:00 a 21:05. Després, les freqüències de l'estació es lliuren a Kossuth Rádió durant la resta de la nit.

## Història i perfil
Des de la seva fundació, la ràdio hongaresa P.L.C. Ha estat una "ciutadella" d'informació domèstica i de vida cultural. Des de l'1 de desembre de 1925, la institució ha tingut un paper decisiu a l'hora de formar l'opinió pública hongaresa i el gust general.
És cert que les emissions regulars de televisió a Hongria es van fer el 1958. Quaranta anys després, el 1998, es va formar el sistema dual de mitjans. A causa d'això, va començar una competició regular entre els diferents canals de mitjans de comunicació. Atès que les emissores de televisió i ràdio comercials van inundar el mercat principalment amb productes de la indústria de l'entreteniment, l'aproximació centrada en el valor i l'estructura de programes del servei públic de ràdio fa que sigui possible preservar les seves funcions de creació i difusió de la cultura.
La ràdio hongaresa és un soci amb l'audiència nacional i un enllaç amb els hongaresos a les fronteres, cosa que possibilita mantenir la seva identitat nacional. La ràdio hongaresa podia fer servir l'eslògan freqüentment escoltat a les publicitats de ràdio: "Només de font clara". Els edificis i estudis de la ràdio es troben a Budapest, al bloc entre el carrer Bródy Sándor i la plaça Pollack Mihály. Hi ha també dos bells palaus en aquesta zona, un d'ells era propietat dels Eszterházy i l'altre de la família Károlyi. La construcció de l'Estudi n. 6, l'estudi de la gran orquestra, està relacionada amb el nom de Georg von Békésy, que va rebre el premi Nobel de les seves investigacions acústiques el 1961.
L'1 de juliol de 2007, Radio Budapest va cancel·lar la programació en idiomes estrangers.
El principal director teatral de Magyar Rádió és Otto Solymosi.